# Wikibooks
Wikilivres
Ne doit pas être confondu avec Wikisource.
Wikibooks ou Wikilivres  est un portail web multilingue, collaboratif et gratuit de guides pédagogiques, pratiques et techniques. Il est géré en wiki grâce au moteur MediaWiki.
Comme Wikipédia, Wikibooks est rattaché à la Fondation Wikimédia, organisation à but non lucratif américaine sise à San Francisco, et son contenu, librement améliorable, est protégé par la licence Creative Commons « Attribution - Partage dans les Mêmes Conditions ». Le projet existe en 77 langues, dans une apparence unie, mais avec de grandes variations de contenus.

## Histoire
Début 2003, le wikipédien Karl Wick suggère à la Wikimedia Foundation de créer un espace séparé de Wikipédia, où il serait possible d'écrire des livres pédagogiques de façon communautaire, pour limiter le développement de guides pratiques dans l'encyclopédie. Le projet est initié le 10 juillet 2003 ; il est alors nommé Wikimedia Free Textbook Project. Vingt jours après, il compte 123 ouvrages et 47 comptes utilisateurs.
Certains des premiers ouvrages étaient originaux, tandis que d'autres ont démarré à partir d'ouvrages sous GNU Free Documentation License trouvés sur Internet. Tout le contenu du site est couvert par cette licence ainsi que la licence Creative Commons BY-SA. Les contributions demeurent la propriété de leurs auteurs, tandis que le copyleft assure que ceux-ci resteront librement redistribuables.
L'initialisation du projet en français date de juillet 2004. S'il utilise souvent l'expression « Wikilivres » dans les pages d'organisation, l'URL est fr.wikibooks.org.
En 2006, le projet Wikiversité est séparé de Wikibooks pour être publié sur son propre site.
En 2008, une étude sur l'apprentissage des systèmes d'information sur Wikibooks a été publiée[Quoi ?].
En 2014, une étude sur l'apprentissage de la radiothérapie sur Wikibooks publiée par Elsevier Inc, a été réalisée sur la version en anglais[Quoi ?].

## Principes
Le projet a pour but la rédaction de manuels scolaires, mais aussi de modes d'emploi et de recettes de cuisine. Les guides touristiques sont réservés à Wikivoyage.
L'une des différences avec Wikipédia est qu'un livre regroupe plusieurs pages, toutes commençant par le même titre : celui du livre.
Le projet en français possède une vitrine présentant les livres les plus aboutis.
Les livres sont classés avec les catégories et utilisent également la classification décimale universelle.
Le travail coopératif sur Wikibooks est différent de celui sur Wikipédia. Lorsqu'un livre a un auteur, ou quelques coauteurs identifiés comme tels, ils sont libres de refuser les modifications proposées, sauf en cas de consensus communautaire pour supprimer ou modifier en profondeur le livre.

## Wikijunior
Wikijunior est un sous-projet de Wikibooks visant à réaliser des ouvrages pour les jeunes lecteurs, jusqu'à 12 ans,.
Wikijunior est un projet lancé le 7 novembre 2004 dans le cadre du site Wikibooks. Initié avec l'appui d'une fondation privée, la Beck Foundation, il vise la réalisation de livres spécialement destinés à des enfants, ainsi que la publication de magazines imprimés. Des tentatives plus ou moins similaires ont été amorcées dans plusieurs versions linguistiques du projet Wikibooks, avec notamment des variations par rapport à l'âge des lecteurs ciblés.